# Новоіванівка (Бердянський район)
Новоіва́нівка — село в Україні, у Бердянському районі Запорізької області. Населення становить 25 осіб. Орган місцевого самоврядування - Берестівська сільська громада.

## Географія
Село Іванівка знаходиться на лівому березі річки Берда, вище за течією на відстані 0,5 км розташоване село Миколаївка, на протилежному березі — село Радивонівка.

## Історія
- 1812 — дата заснування.